# Snovačka moravská
Snovačka moravská (Enoplognatha bryjai) je kriticky ohrožený pavouk z čeledi snováčkovitých rozšířený pouze na malém území na Moravě. Druhové jméno v odborném názvu připomíná jejího prvotního objevitele Vítězslava Bryju. Tento druh byl Českou arachnologickou společností označen jako velmi ohrožený.

## Popis
Poprvé byl popsaný Milanem Řezáčem z Výzkumného ústavu rostlinné výroby v Praze-Ruzyni. Zatím se ji podařilo najít pouze u Lednických rybníků a u mrtvého ramene v přírodní rezervaci Stibůrkovská jezera u Lanžhota na Břeclavsku, tam ještě do poloviny 19. století byla slaniska a přirozená mělká jezera s brakickou vodou, dnes se zde takovéto biotopy již nevyskytují. Samci tohoto druhu jsou opatřeni mohutnými zubovými výrůstky.

## Chování
Samci výrůstky používají při námluvách či při kopulaci. Samice a mláďata si stavějí drobné lapací síťky na listech jednoděložných orobinců či ostřic rostoucích z vody na březích jezer.